# Station Santpoort Noord
Station Santpoort Noord is een van de twee stations van Santpoort in de provincie Noord-Holland aan de spoorlijn Haarlem - Uitgeest.
Het station ligt iets ten oosten van de voormalige Halte Kruidbergerweg. Het werd geopend op 27 september 1957 als splitsingsstation van de vleugeltreinen van de spoorlijn Santpoort Noord - IJmuiden en het nieuwe tracé van de spoorlijn Haarlem - Uitgeest door de Velserspoortunnel. De treinen werden gesplitst en gecombineerd in Santpoort Noord ten behoeve van de eindbestemmingen IJmuiden en Uitgeest, eerst met mat '54 en ouder stroomlijnmaterieel, later vooral met mat '64. Hieraan heeft Santpoort-Noord tot 2024 zijn lange perrons te danken. Het station telt twee perronsporen.
Na de wijzigingen in de treindienst van Spoorslag '70 kwam splitsen en combineren in Santpoort Noord niet meer voor. In 1983 werd het reizigersverkeer richting IJmuiden opgeheven. Het oude spoor is lange tijd nog zichtbaar. In het oude loketgebouw bevindt zich tijdelijk het dorpshuis. 
Het station wordt bediend door NS Reizigers. Het is een station met poortjes.

## Herinrichting in 2024
In 2024 wordt tijdens een lange buitendienststelling (van 13 tot en met 20 april) het volledige station vernieuwd. De reden voor deze renovatie is vooral financieel: het vernieuwen van de ongebruikte sporen en wissel zou veel geld kosten. Het derde spoor wordt verwijderd en op verzoek van de Nederlands Spoorwegen wordt het perrondeel waar spoor langs ligt iets vergroot en daarmee in lijn gebracht met de rest van het traject. Door deze aanpassing kan de vervoerder over het hele traject Hoorn-Haarlem-Amsterdam langere treinen laten rijden indien dat noodzakelijk wordt geacht.
Het westelijke perron wordt verbreed en komt nu langs spoor 2 te liggen. Dit perron als geheel, dat tot dan toe heel lang is, wordt wel ingekort. Het deel waar voorheen het spoor naar IJmuiden lag wordt weggehaald. Daarmee zijn de sporen van de oude aansluiting naar IJmuiden op dit station uitgewist.

## Buitenpoortstation
Het station ligt direct aan Landgoed Duin en Kruidberg dat onderdeel is van het Nationaal Park Zuid-Kennemerland. Sinds 2018 is Santpoort Noord als eerste een 'buitenpoortstation'. Buitenpoorten zijn treinstations die bijzondere natuur- of recreatiegebieden - in dit geval Nationaal Park Zuid-Kennemerland en de steden Haarlem en Amsterdam verbinden. Buitenpoorten zijn een initiatief van provincie Noord-Holland, NS, Metropoolregio Amsterdam, gemeente Velsen, Nationaal Park Zuid-Kennemerland, ProRail en Bureau Spoorbouwmeester.

## Bediening
De volgende treinserie doet Santpoort Noord aan:
| Serie | Treinsoort    | Route                                                                 | Bijzonderheden                                                                                  |
| ----- | ------------- | --------------------------------------------------------------------- | ----------------------------------------------------------------------------------------------- |
| 4800  | Sprinter (NS) | Amsterdam Centraal – Haarlem – Santpoort Noord – Alkmaar – Hoorn      | Rijdt vanaf 20:00 uur één keer per uur tussen Alkmaar en Hoorn.                                 |
| 14800 | Sprinter (NS) | Uitgeest – Beverwijk – Santpoort Noord – Haarlem – Amsterdam Centraal | Rijdt enkel eenmaal in de late vrijdag- en zaterdagavond en alleen richting Amsterdam Centraal. |

Ook stopt bij dit station buurtbus 481 (Haarlem Delftplein - Santpoort - Bloemendaal - Overveen - Haarlem Ramplaankwartier) van Connexxion.

## Ontwikkeling aantal reizigers
Het aantal door NS vervoerde reizigers (per gemiddelde werkdag) ontwikkelde zich sedert 2019 als volgt:
| Jaar | Aantal reizigers |
| ---- | ---------------- |
| 2019 | 856              |
| 2020 | 404              |
| 2021 | 434              |
| 2022 | 575              |
| 2023 | 697              |
| 2024 | 603              |

## Afbeeldingen

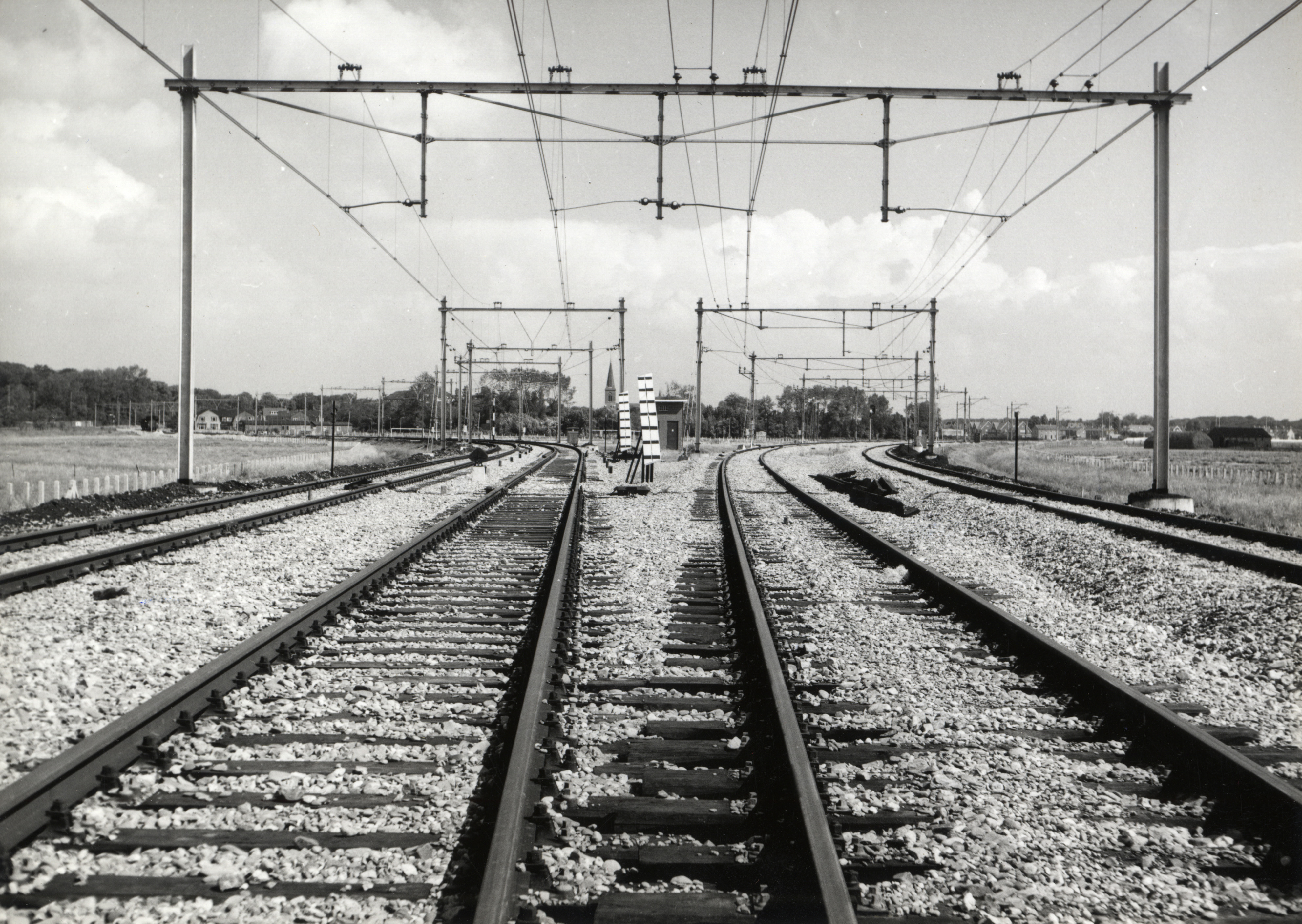
Gezicht op de splitsing van de spoorlijnen naar IJmuiden (links) en naar Beverwijk (rechts) bij Santpoort Noord
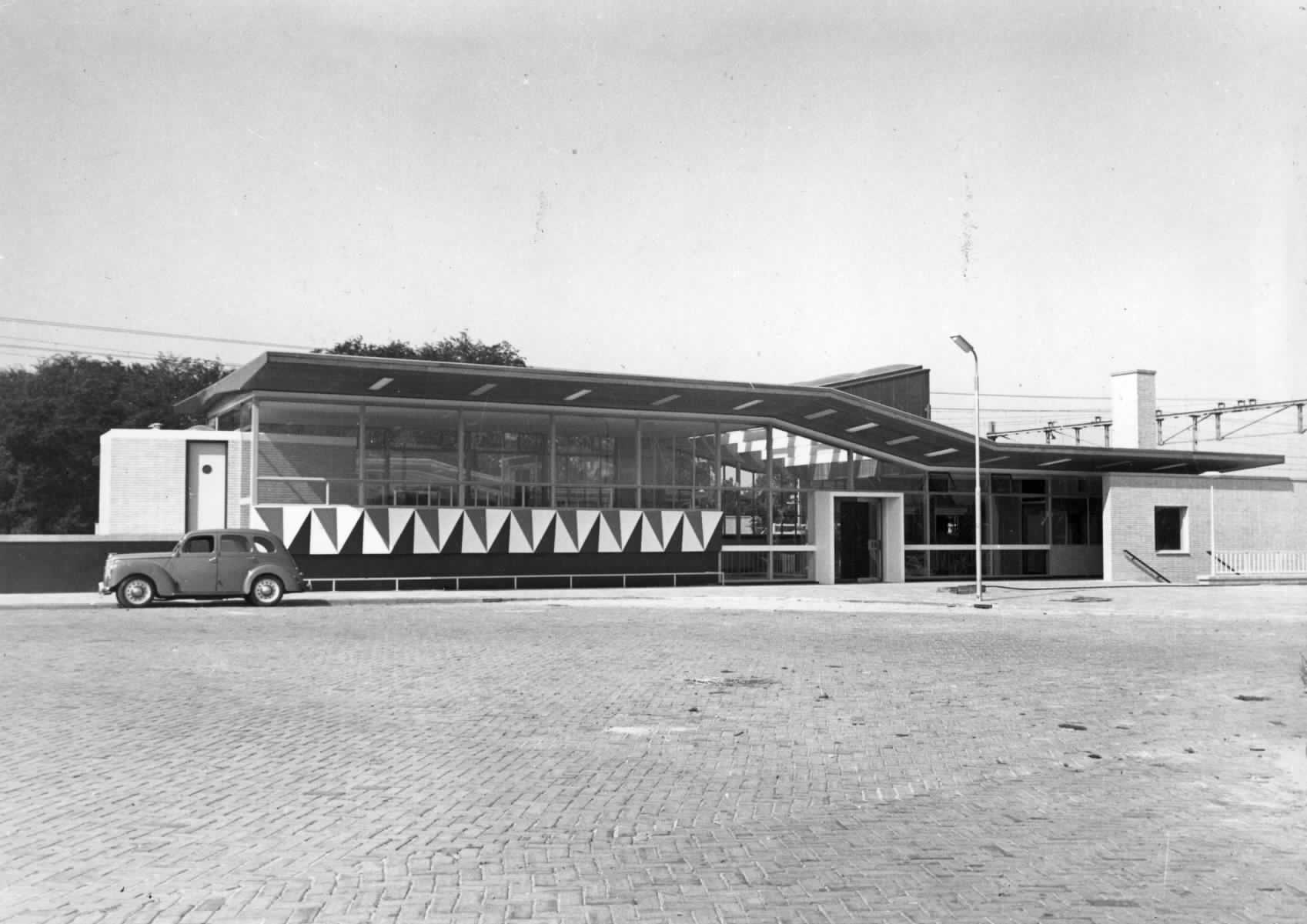
Station Santpoort Noord in 1958
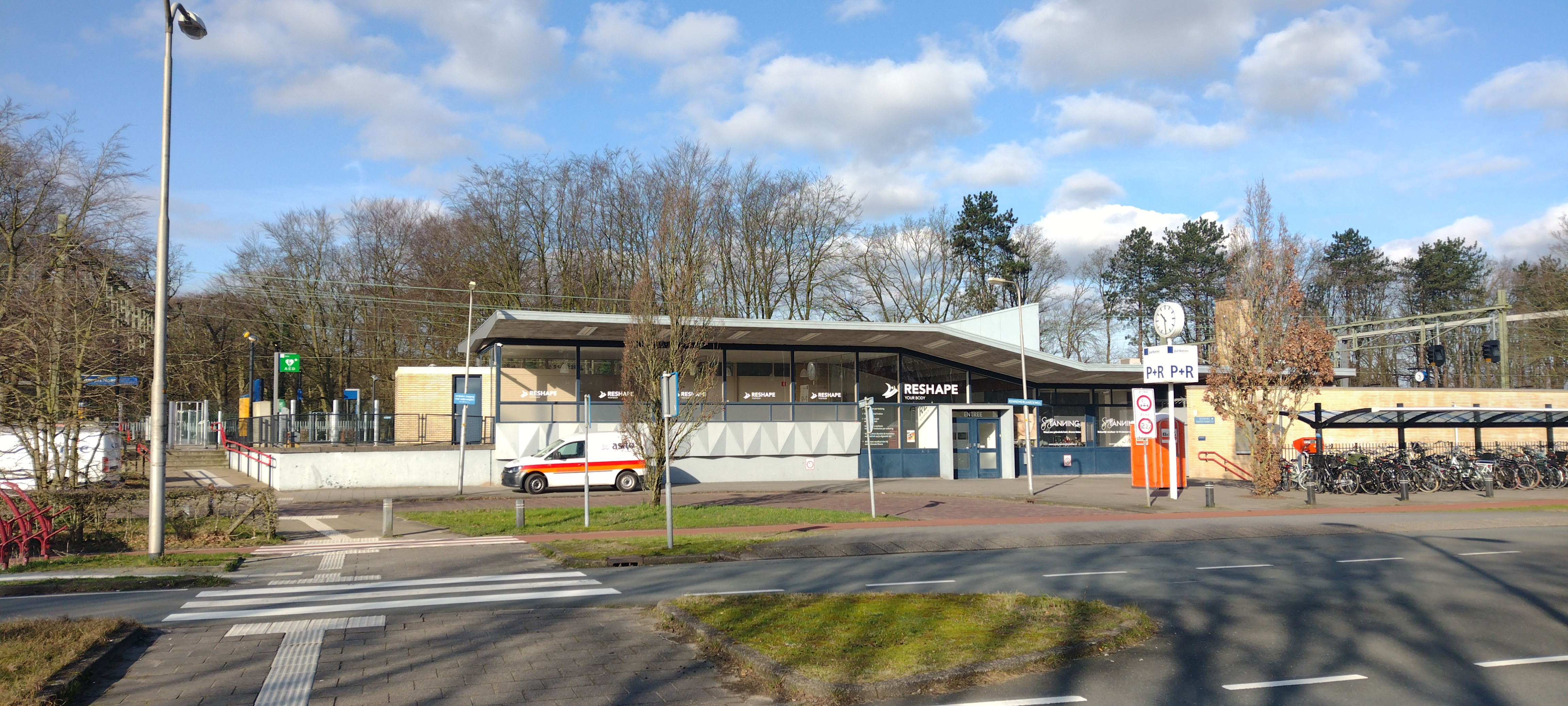
Het station in februari 2024
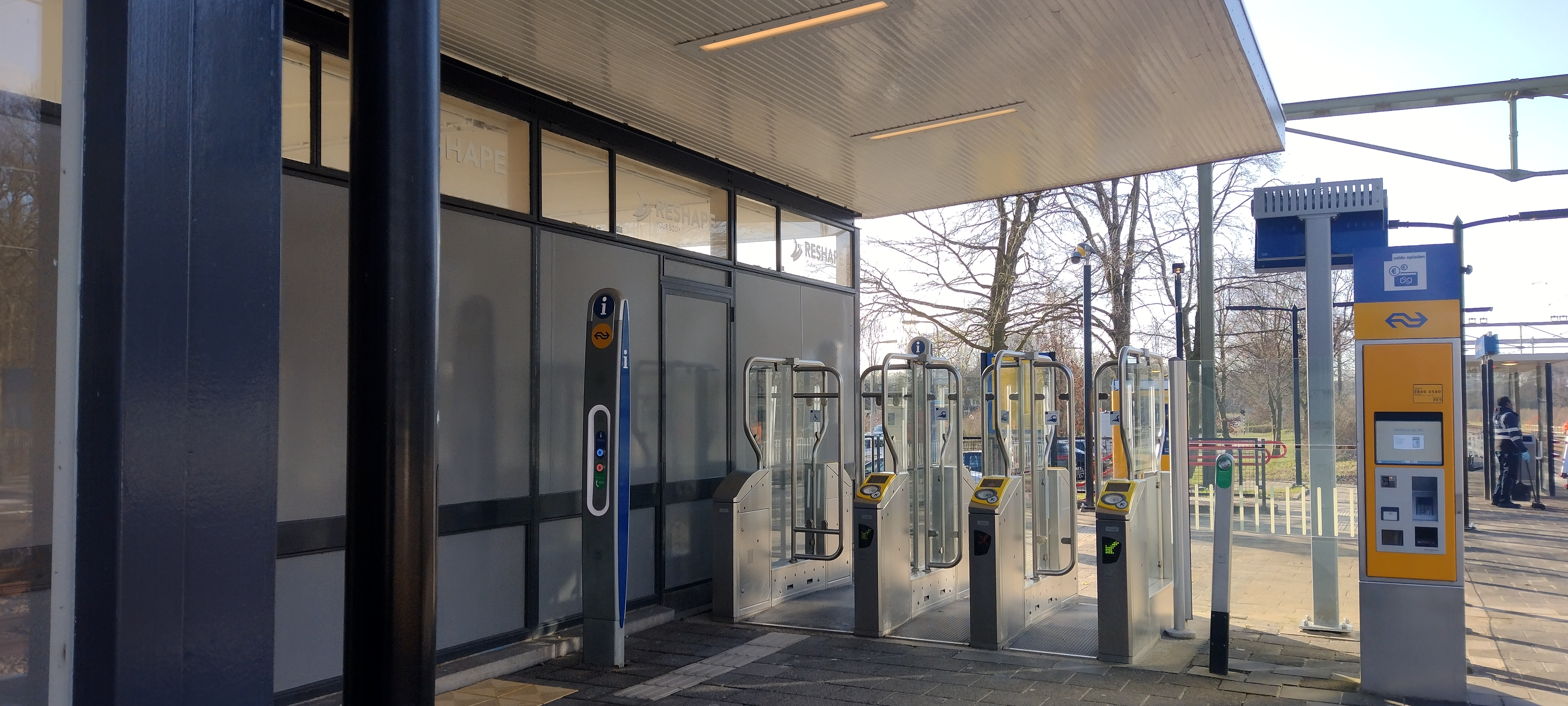
Poortjes
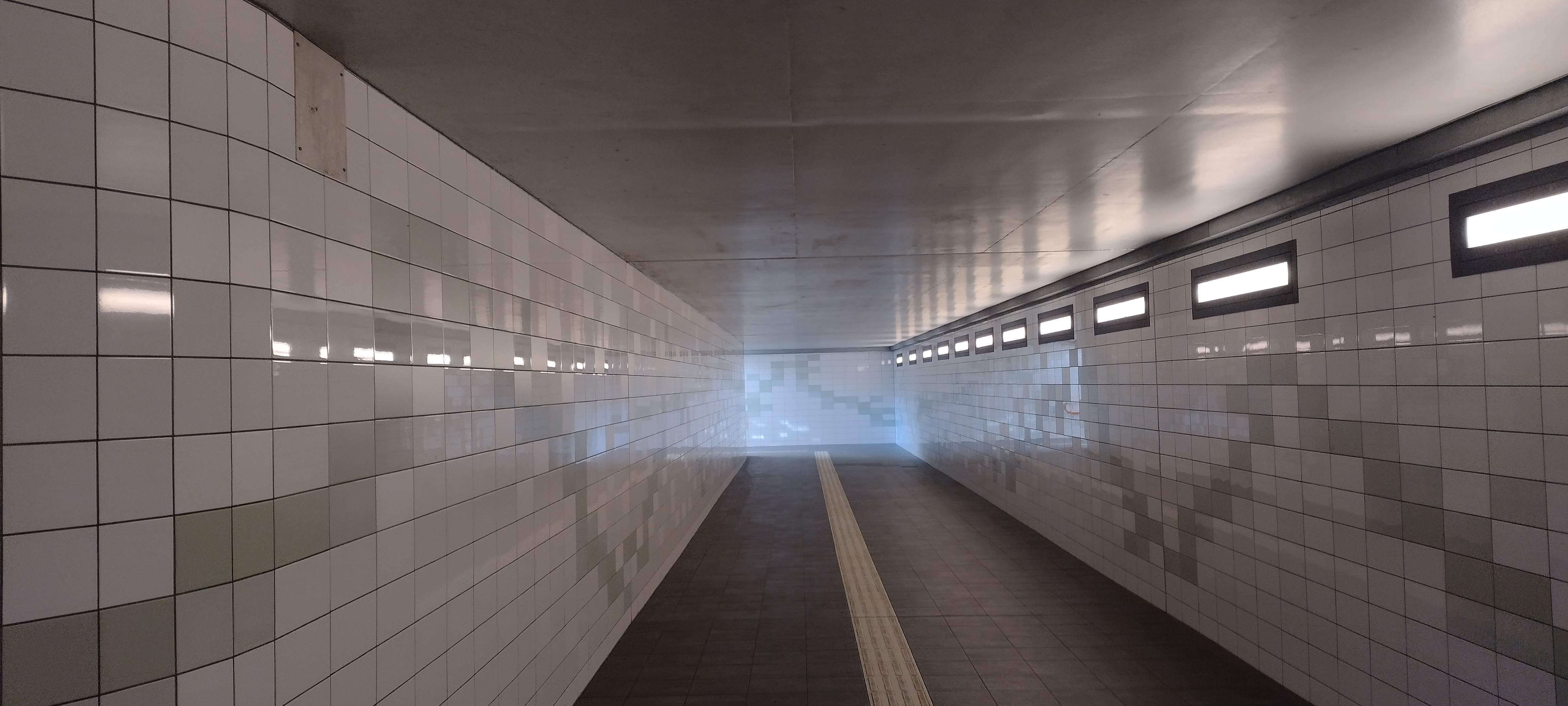
Tunnel onder de sporen
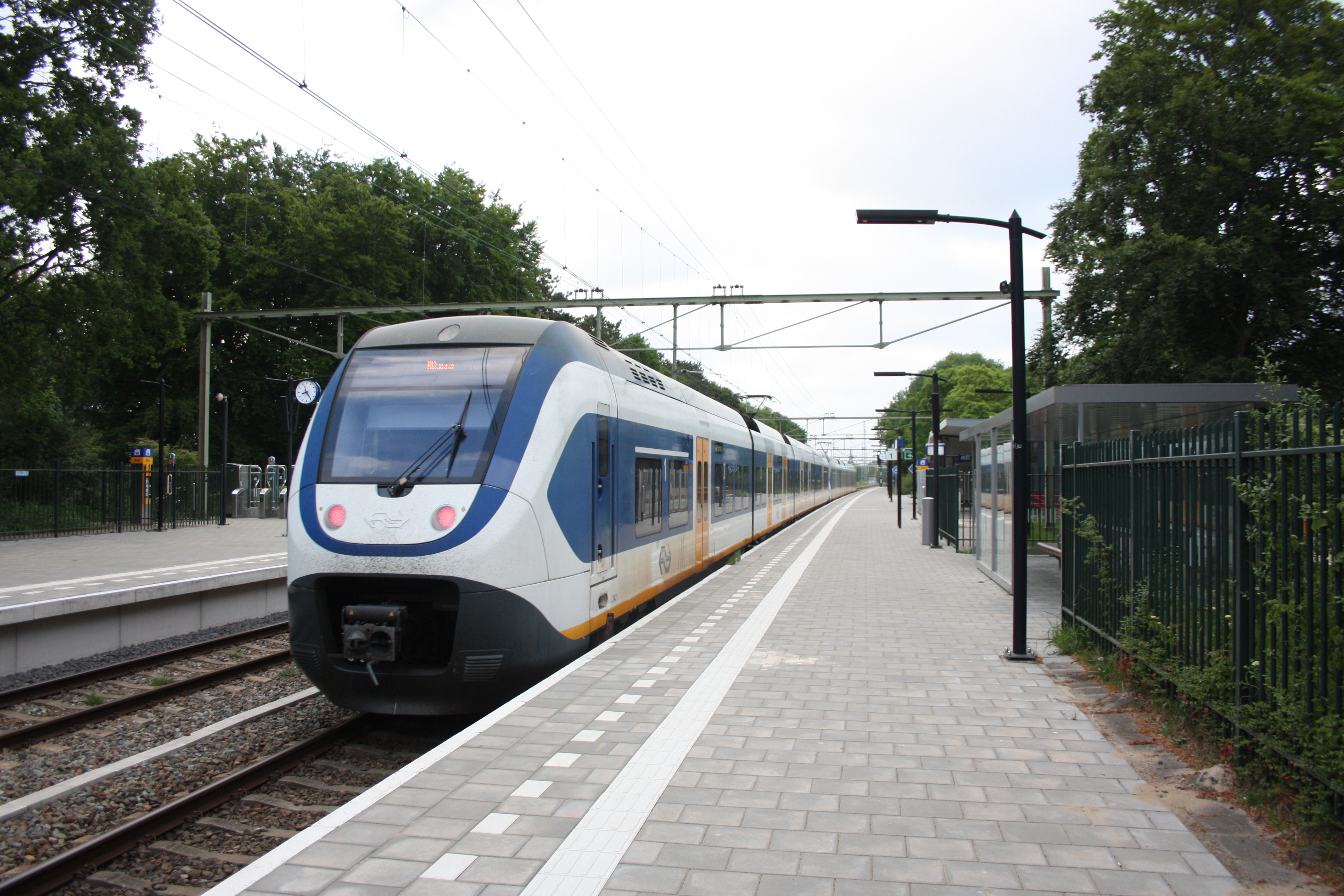
Sprinter op het station in 2025
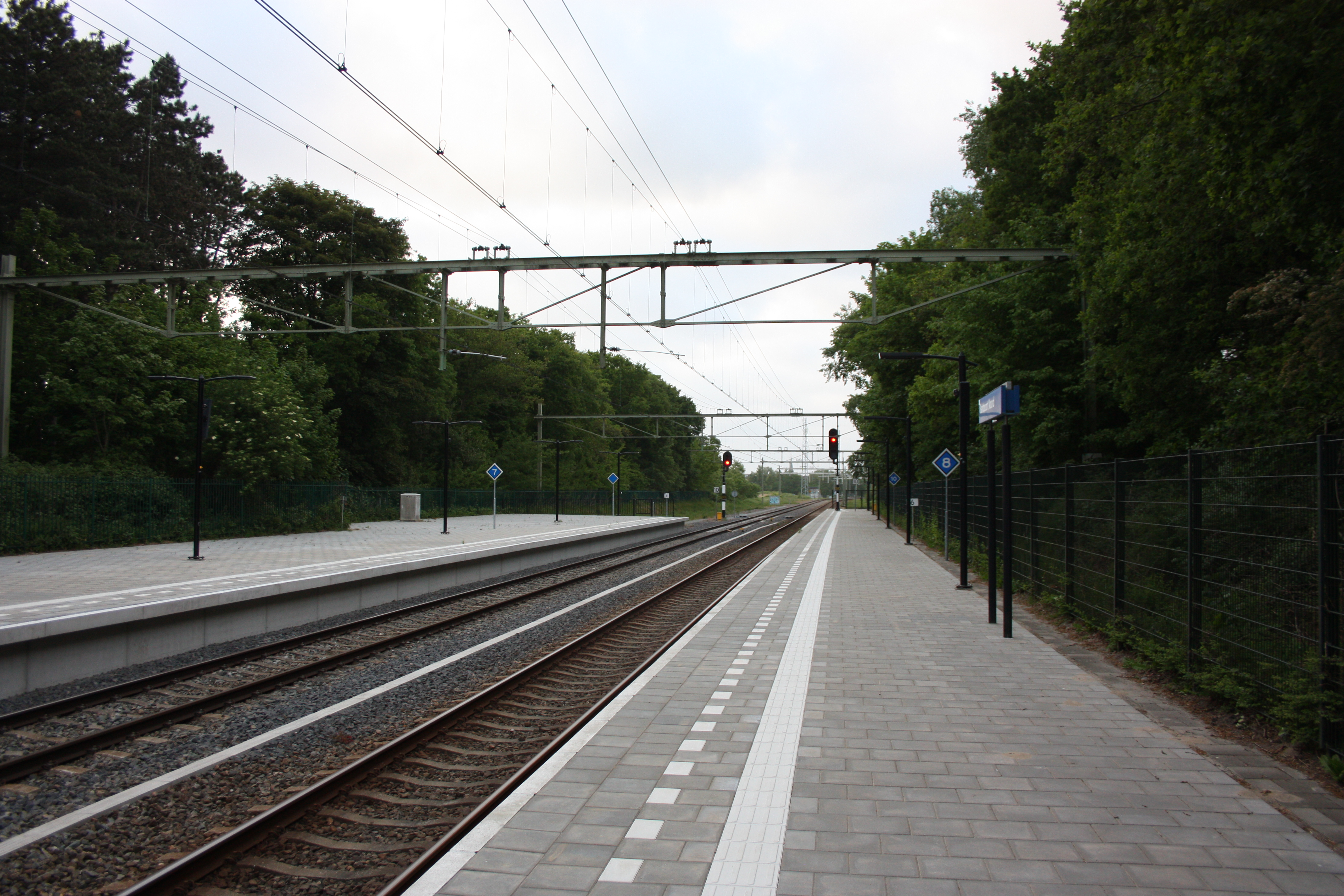
De perrons in 2025. Een jaar eerder zijn de perrons vernieuwd en is het derde spoor weggehaald